# Ptinus barberi
Ptinus barberi är en skalbaggsart som beskrevs av Fisher 1919. Ptinus barberi ingår i släktet Ptinus och familjen Ptinidae. Inga underarter finns listade i Catalogue of Life.